# Ray Kay
Reinert Olsen mais conhecido pelo seu nome artístico Ray Kay é um diretor cinematográfico, produtor musical e fotógrafo norueguês. Residente da cidade de Los Angeles nos Estados Unidos. Hoje ele é um dos mais requisitados diretores de videoclipes da atualidade, sendo os seus principais trabalhos a produção dos clipes "Freakum Dress", (de Beyoncé) "Poker Face", (de Lady Gaga) "Baby", (de Justin Bieber) "For Your Entertainment", (de Adam Lambert) e "Till The World Ends" (de Britney Spears) "Woman's World" (de Cher) e "Me & U" (de Cassie).